# República Democrática del Congo en los Juegos Olímpicos de Río de Janeiro 2016
La República Democrática del Congo participó en los Juegos Olímpicos de Río de Janeiro 2016 con un total de cuatro deportistas, que compitieron en tres deportes. Rosa Keleku, competidora de taekwondo, fue la abanderada en la ceremonia de apertura.

## Participantes
Atletismo
- Makorobondo Salukombo (maratón masculino)[2]
- Beatrice Alice (5000 metros femeninos)[2]

Judo
- Rodrick Kuku (-66 kg masculinos)[2]

Taekwondo
- Rosa Keleku (-49 kg femenino)[2]